# ITF Dallas
Das ITF Dallas ist ein Tennisturnier der ITF Women’s World Tennis Tour, das in Dallas ausgetragen wird. Veranstaltungsort des Turniers ist der Styslinger/Altec Tennis Complex.

## Geschichte
Offizielle Namen der Turniere bis heute:
- 2019: Oracle Pro Series
- 2023–:Dallas Summer Series

## Siegerliste

### Einzel
| Jahr | Kategorie | Belag             | Siegerin      | Finalgegnerin     | Ergebnis       |
| ---- | --------- | ----------------- | ------------- | ----------------- | -------------- |
| 2019 | W25       | Hartplatz         | Jamie Loeb    | Anhelina Kalenina | 6:0, 6:73, 6:0 |
| 2022 | W25       | Hartplatz         | Katrina Scott | Elvina Kalieva    | 6:1, 6:0       |
| 2023 | W60       | Hartplatz (Halle) |               |                   | läuft          |

### Doppel
| Jahr | Kategorie | Belag             | Siegerinnen                             | Finalgegnerinnen           | Ergebnis          |
| ---- | --------- | ----------------- | --------------------------------------- | -------------------------- | ----------------- |
| 2019 | W25       | Hartplatz         | Olivia Tjandramulia Marcela Zacarías    | Emily Appleton Jamie Loeb  | 6:3, 6:4          |
| 2022 | W25       | Hartplatz         | Marija Kosyrewa Veronika Mirochnichenko | Jessie Aney Jessica Failla | 6:4, 6:77, [10:5] |
| 2023 | W60       | Hartplatz (Halle) | Sophie Chang Ashley Lahey               | Makenna Jones Jamie Loeb   | 6:2, 6:2          |

## Quelle
- ITF Homepage